# Древо познания (Австралия)
Древо познания (англ. Tree of Knowledge) — мемориальный памятник одноимённому историческому дереву в городе Баркалдин, штат Квинсленд, Австралия. Дерево стало ключевым местом забастовки стригалей 1891 года, по итогам которой были выдвинуты новаторские политические решения, ставшие переломным моментом в истории Квинсленда, развитии рабочего движения и формировании Австралийской лейбористской партии — одной из первых социал-демократических партий в мире.
Дерево, принадлежавшее к биологическому виду эвкалипта Corymbia aparrerinja, располагалось на Оак-стрит в Баркалдине и по некоторым оценкам прожило до 250 лет.

## История

### Контекст
К концу 1880-х и началу 1890-х годов, быстрое расширение областей для выпаса овец в Квинсленде и Новом Южном Уэльсе, привело к интенсивному использованию земель и укрупнению фермерских хозяйств, владельцы которых не особенно заботились об условиях жизни и труда своих работников, количество которых на каждой станции по обрезке шерсти доходило до 30 человек, в то время как их заработная плата колебалась от размера спроса и предложения. Параллельно, изобретатель Фредерик Вулсли на собственные деньги создал машинку для стрижки овец и в 1887 году в Сиднее учредил компанию «The Wolseley Sheep Shearing Machine Company» с уставным капиталом в 20 тысяч фунтов стерлингов. Продажи машинок начали постепенно увеличиваться, что было расценено скотоводами как угроза их состоянию и прибыли, потому что теперь любой мог стричь овец, в то время как достоинства машинной стрижки были очевидными — уменьшающийся ущерб шерсти и овцам, увеличивающееся производство шерсти.

### Образование профсоюзов и обострение борьбы
В 1885 году был образован Торговый и рабочий совет Брисбена, положивший начало цепи создания профсоюзов, выступавших за вынесение скотоводам требований о соблюдении определённых условий работы, и приведший к учреждению в 1889 году Австралийской трудовой федерации. В 1886 году либеральный премьер Квинсленда Сэмюэль Гриффит, начавший свою карьеру в качестве противника скотоводов, внёс на рассмотрение Акт о торговых союзах, основанный на устаревшем английском акте 1871 года. После принятия закона, президент Объединённого союза стригалей Уильям Спенс дал указание о создании профсоюзов в западных районах Нового Южного Уэльса, в то время как скотоводы начали сокращать зарплаты и увольнять работников. В 1889 году, на заседании скотоводов в имении Джорджа Фейрберна, владельца более 28 станций в Квинсленде с поголовьем более 3 миллионов овец, в связи с ходившими слухами о возможном начале забастовок и для их предотвращения было принято решение о создании Центральной ассоциации работодателей Квинсленда и объявлено о сильном сокращении заработной платы при отказе ведения переговоров с профсоюзами.
5 января 1891 года, на станции Логан-Даунс, к северу от Клермона, Джордж Фейрберн представил договор, позволявший заниматься стрижкой овец без соблюдения правил профсоюза. 29 декабря член Австралийской трудовой федерации Джордж Тейлор выехал в Клермон, где на станции Логан-Даунс вместе с собравшимися стригалями отверг договор, приняв решение о образовании забастовочного лагеря на берегах Вольфганг-Крик. 1 февраля Союз стригалей Квинсленда и Союз рабочих Квинсленда издали официальное заявление о том, что профсоюзы стали единственным средством добиться справедливости для работников. В конце февраля в Клермон, где расположились около 500 активистов, были посланы войска, в результате чего центр забастовки сместился в Баркалдин — город, в котором находилось около 30 станций. 28 февраля активисты устроили факельное шествие у большого сарая, являвшегося местом сбора шерсти с окрестных станций и располагавшегося рядом с Древом познания, в то время известным как «Аллилуйя-дерево» из-за использования его Армией спасения. В первом марше приняли участие более 1000 человек, во главе с 60 всадниками и местным духовым оркестром, пронёсшие чучела премьера Гриффита и члена Законодательной ассамблеи Квинсленда Фрэнка Мёрфи, которые были сожжены перед большой толпой. 15 марта по железной дороге в Баркалдин прибыли отряды конных пехотинцев и военнослужащих из Гимпи и Мэриборо, вставшие военным лагерем возле здания суда. Вследствие этого, стригали начали привлекать всё большее количество людей в свои ряды, в результате чего в период с января по май 1891 года, численность бастующих в лагерях у лагуны Крик и болота Блю-Буш увеличилось до 3 тысяч мужчин со своими семьями, в то время как новые лагеря возникали и других городах Квинсленда, в частности в Хьюэндене.

### Дерево как символ профсоюзного движения и политического течения
1 мая 1891 года, связав День труда с Днём мая, группы бастующих стригалей овец в целях борьбы за лучшие условия работы вышли маршем на улицы Баркалдина, постепенно стекаясь к Древу познания. Они собирались в нескольких местах, помимо главного ударного лагеря у лагуны Крик, организованного на военный лад с тремя улицами и площадью для маршей. Профсоюзные деятели прибывали в город по железной дороге и возле станции у дерева встречались с бастующими, пытавшимися убедить сочувствующих движению в своей правоте. В самый пик забастовки в ней участвовало около 9 тысяч человек. Шесть дней спустя, 6 мая, колониальная администрация при поддержке правительств Нового Южного Уэльса и Квинсленда, с помощью полиции разогнала лагерь протестующих и арестовала около 200 человек по ряду обвинений, в том числе за подстрекательство к мятежу. 20 мая в Рокгемптоне тринадцать человек были признаны виновными в участии в преступном заговоре и приговорены к трём годам каторжных работ в тюрьме на острове Святой Елены у залива Мортон-Бэй, известной как «австралийский Алькатрас». После этого, 9 сентября 1892 года у подножия дерева был зачитан «Манифест Квинслендской Лейбористской Партии к народу Квинсленда» (англ. Manifesto of the Queensland Labour Party to the people of Queensland), ставший учредительным документом Лейбористской партии Австралии. Манифест был составлен Карлом Сеймуром, принимавшим активное участие в становлении рабочего движения в Квинсленде, и подписан президентом партии Томасом Гласси, позже ставшим первым всенародно избранным сенатором от штата Квинсленд. Итогом забастовки как важного звена в цепи многих событий, стало избрание в 1892 году стригаля Томми Райана первым лейбористским членом Законодательной ассамблеи Квинсленда, а также формирование в 1899 году первого лейбористского правительства в Квинсленде и первого парламентского социалистического правительства в мире под руководством Андерсона Доусона.

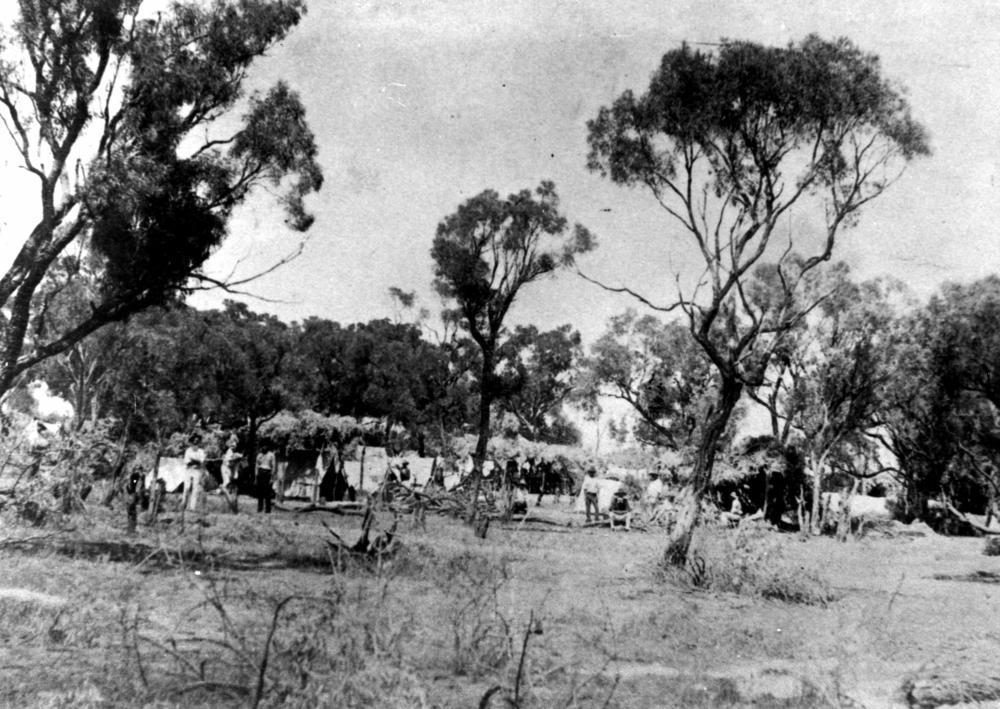
Лагерь забастовщиков-стригалей под эвкалиптовыми деревьями в Баркалдине, 1891 год.
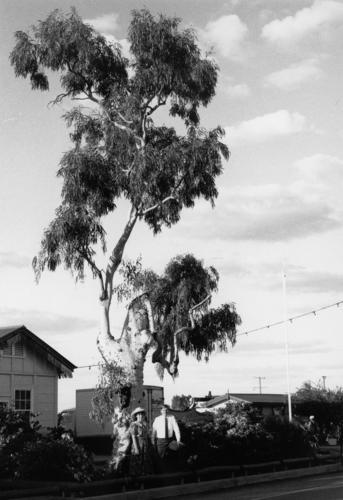
Древо познания в ноябре 1991 года.
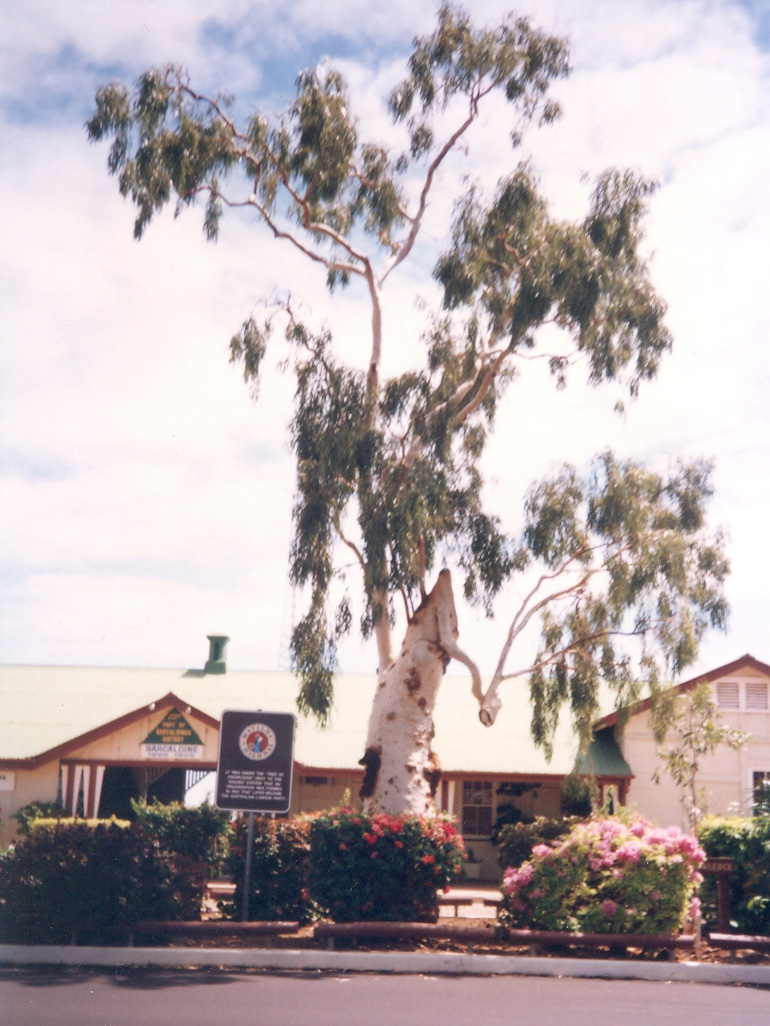
Древо познания в 1997 году.

С этих пор День труда ежегодно отмечается в Квинсленде в первую неделю мая, вместе с Днём мая. В 2009 году «Манифест Квинслендской Лейбористской Партии» был внесён в список проекта ЮНЕСКО «Память мира» в Азии и Тихоокеанском регионе. В настоящее время оригинал манифеста находится в Коллекции Джона Оксли Государственной библиотеки Квинсленда в Брисбене.

### Кончина и увековечение памяти
В зрелом возрасте Древо жизни составляло в высоту от 8 до 10 метров, продолжая расти напротив отеля в Баркалдине. В 1990 году было обнаружено, что дерево заражено термитами и имело серьёзные проблемы со здоровьем. В результате лечения, борьбы с вредителями и промывки корневой системы состояние дерева улучшилось к концу 1993 года. В 1991 году, к столетней годовщине начала забастовки, территория вокруг дерева была благоустроена и обустроен мемориальный комплекс. 21 октября 1992 года дерево было занесено в регистр наследия Квинсленда, а 26 января 2006 года — в список национального наследия Австралии.

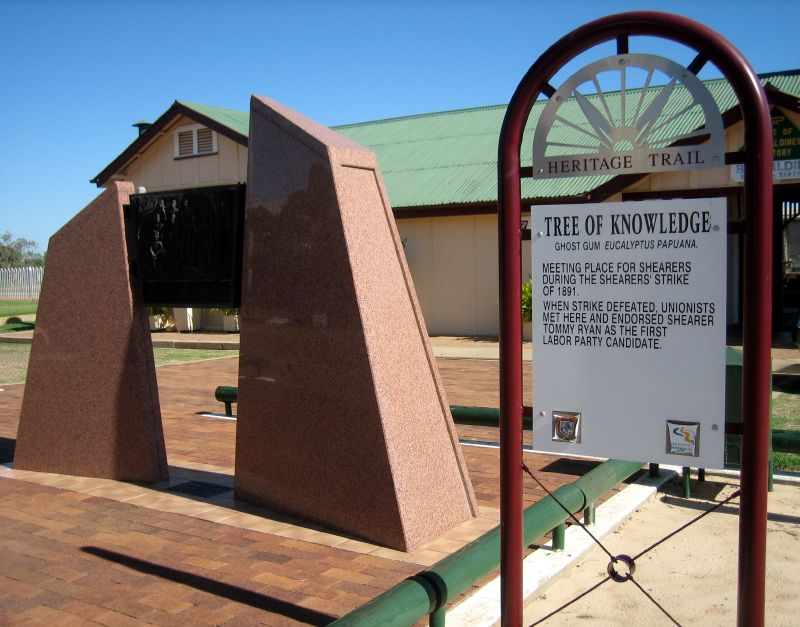
Табличка у мемориала, рассказывающая об избрании Томми Райана.

В апреле 2006 года при подозрительных обстоятельствах дерево было намеренно отравлено гербицидами и более не оправилось. Первые признаки отравления были замечены в мае, после того как с дерева начали осыпаться листья. 3 октября президент местного филиала Лейбористской партии Пэт Огден сообщил о том, что дерево осталось совсем без листьев и окончательно засохло. 29 июля 2007 года дерево было срублено. После этого, по решению правительства Квинсленда, дерево высотой в 7 и шириной в 2 метра прошло процедуру консервации с целью сохранения каждой ветки.
2 мая 2009 года на месте расположения дерева был официально открыт мемориал высотой в 18 метров и стоимостью около 5 миллионов долларов. Над памятником работала целая команда консультантов, геодезистов ландшафтных архитекторов, возглавляемая руководителями проекта Джоном Алленом и Алленом Дуайером. Архитектор мемориала Брайан Хупер в 2009 году получил награду «Australian Timber Design Awards», а в 2010 году — «National Architecture Awards» от Австралийского института архитекторов. Дерево располагается под навесом кубической формы, составленным из 3600 деревянных брусков, скошенных под углом в форме листьев и образующих таким образом крону. Рядом находится флагшток и памятник из бронзы и гранита, на котором написано:

Эта мемориальная доска в память о преданности, смелости и жертвах, принесённых в 1891 году крепкими мужчинами и женщинами, благодаря которым под этим деревом в Австралии появилось трудовое и политическое движение.
Оригинальный текст (англ.)This plaque commemorates the loyalty, courage, and sacrifice in 1891 of the stalwart men and women of the west from whom, beneath this tree, emerged Australia's labour and political movement.

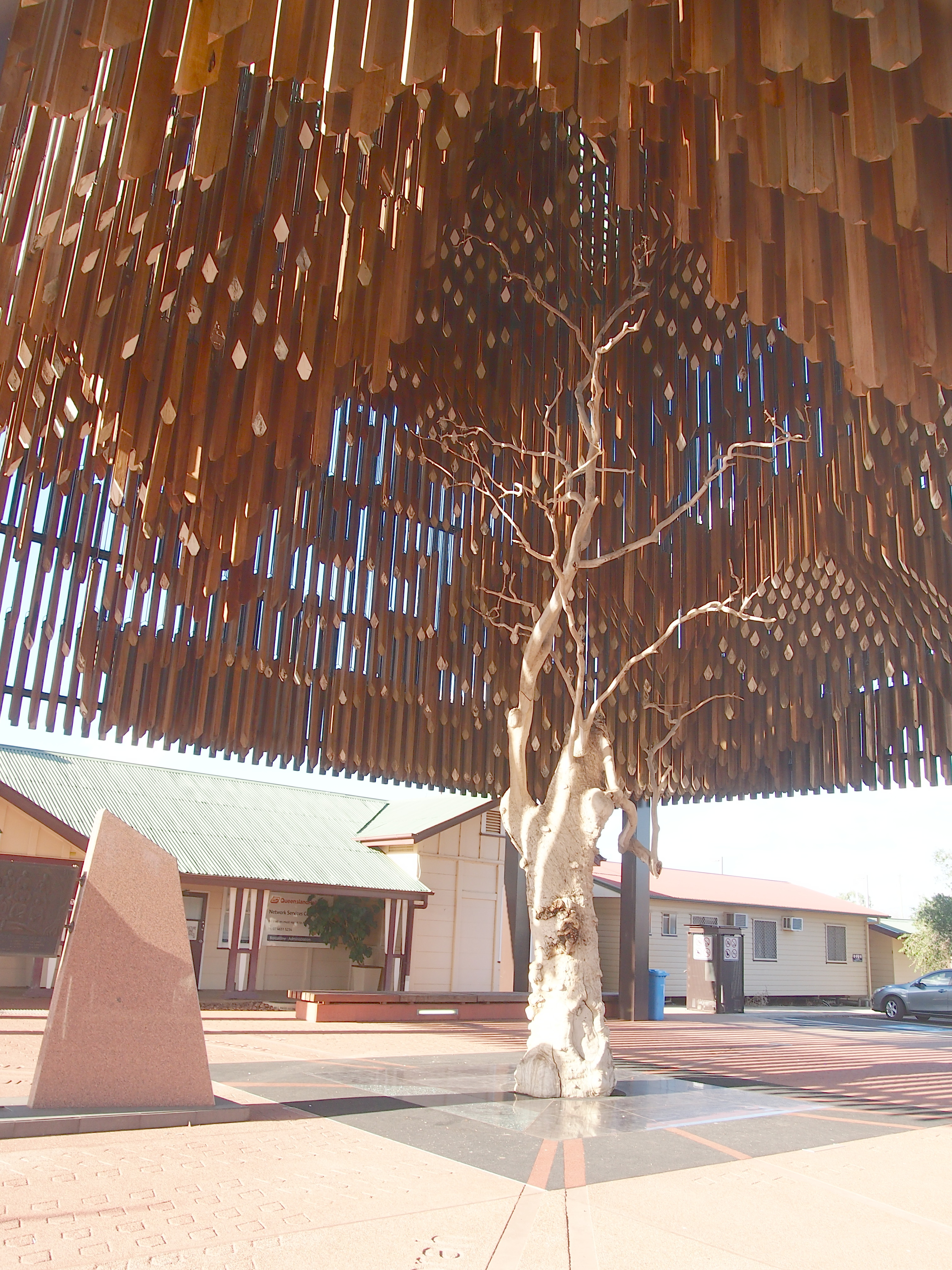
Мемориал «Древо познания», 2013 год.
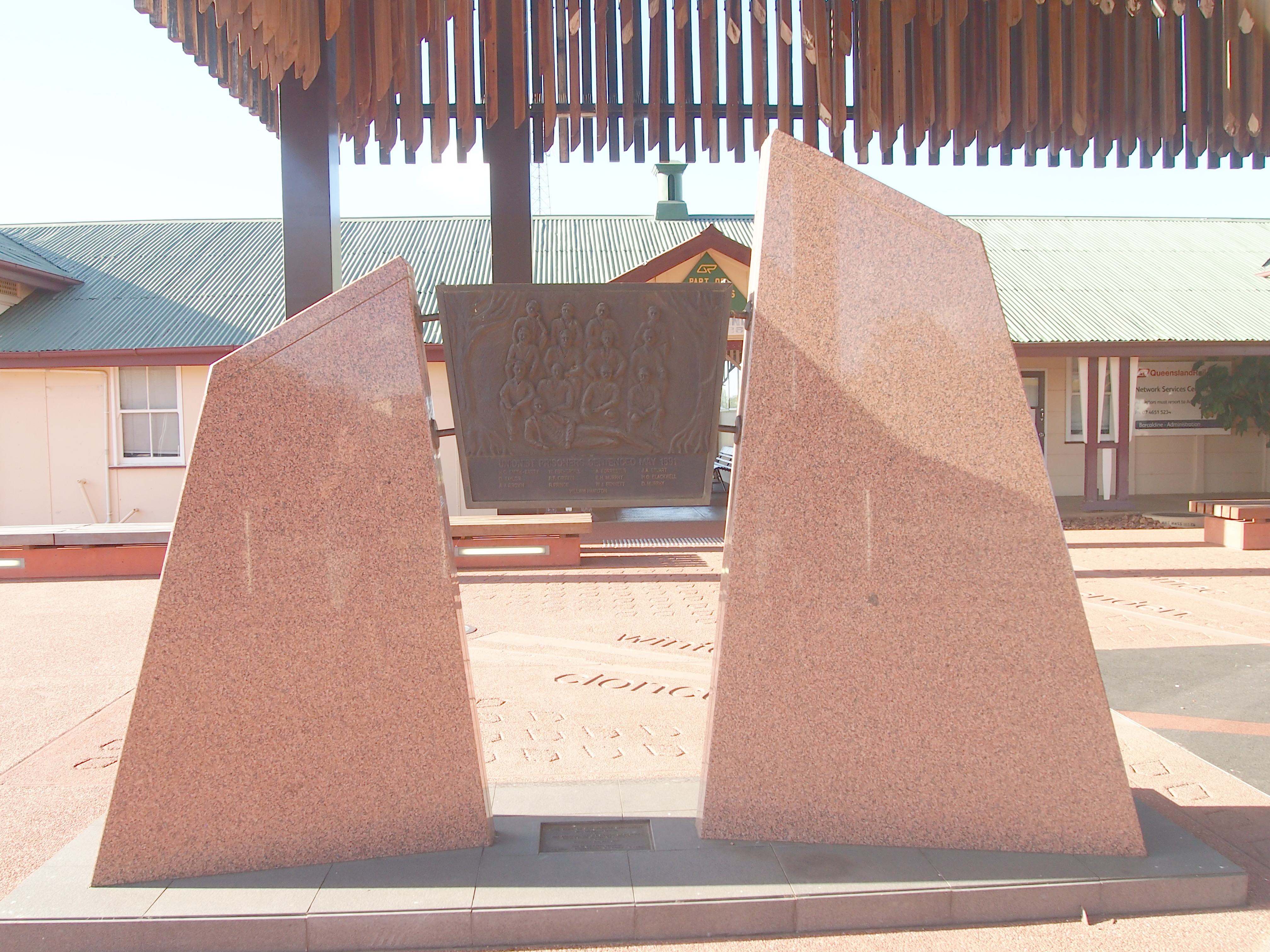
Памятник рабочему движению, 2013 год.
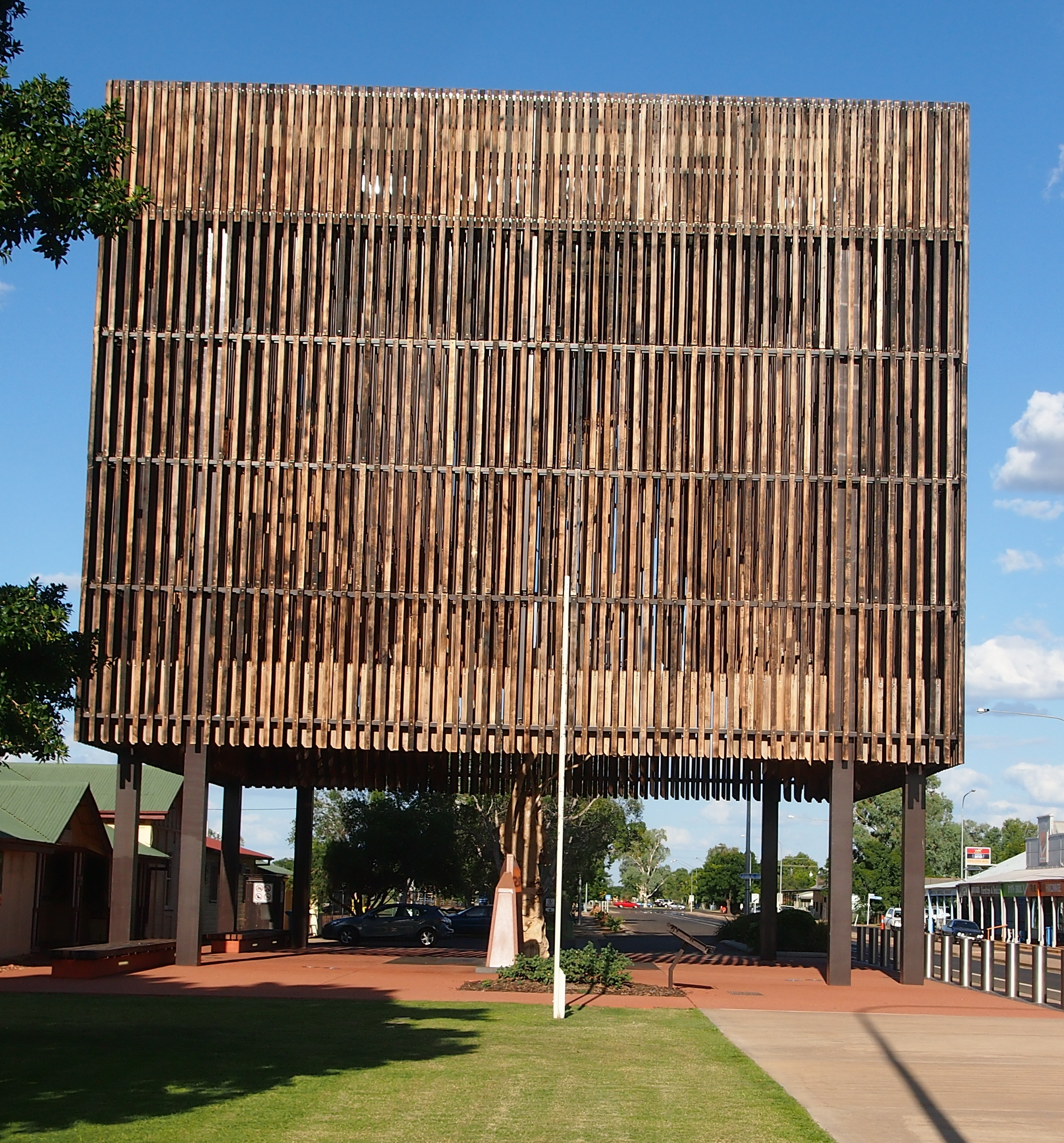
Внешний вид мемориала, 2013 год.

## Потомство
Черенки Древа познания были посажены в том числе рядом с Государственной библиотекой Квинсленда. 2 мая 2005 года в ознаменование 114-й годовщины образования Лейбористской партии потомство дерева было посажено в Баркалдине. В 2008 году дерево было успешно клонировано работниками Министерства сельского хозяйства, рыболовства и лесного хозяйства Квинсленда в количестве 30 экземпляров. 27 ноября 2011 года премьер Квинсленда Анна Блай посадила клон дерева в Эко-научном участке Брисбена. 19 апреля 2011 года первый министр Австралийской столичной территории Джон Стэнхоп и премьер-министр Австралии Джулия Гиллард в Национальном дендрарии Канберры участвовали в торжественной посадке дерева, выращенного из исходного «Древа познания».